# Гідравлічний діаметр
Гідравлі́чний діа́метр — це збільшене учетверо відношення площі поперечного перерізу потоку до довжини змоченого периметру перерізу потоку. Служить характеристикою пропускної спроможності русел і трубопроводів. Використовується для розрахунку безрозмірних критеріїв подібності Рейнольдса (Re), Ньютона (Nu) та ін. 
Гідравлічний діаметр визначається за формулою:
{\displaystyle D_{\Gamma }={\frac {4\omega }{\chi }},}
де {\displaystyle \omega } — площа поперечного перерізу потоку рідини;
{\displaystyle \chi } — змочений периметр поперечного перерізу потоку.
У випадку труби круглого поперечного перерізу з напірним потоком (повністю заповненої рідиною), за цією формулою гідравлічний діаметр зводиться до геометричного:
{\displaystyle D_{\Gamma }={\frac {4{\frac {\pi D^{2}}{4}}}{\pi D}}=D}
Формула Манінга для розрахунку середньої швидкості потоку у відкритому руслі (безнапірний потік) містить величину, що має назву «гідравлічний радіус». Не зважаючи на звичне визначення термінів, гідравлічний діаметр дорівнює чотирьом гідравлічним радіусам.
Для потоку кільцевої форми гідравлічний діаметр дорівнює:
{\displaystyle D_{\Gamma }={\frac {4\cdot 0{,}25\pi (D^{2}-d^{2})}{\pi (D+d)}}=D-d}
де D — зовнішній діаметр кільця
d — внутрішній діаметр кільця.